# Сартай
Сарта́й (лит. Sartai) — озеро на северо-востоке Литвы. Располагается на территории Рокишкского и Зарасайского районов.
Одно из крупнейших озёр страны. Площадь озера составляет 13,32 км². Длина 14,8 км. Наибольшие глубины расположены в северной части озера, средняя глубина 5,7 м. Высота над уровнем моря — 99,9 м. Протяжённость береговой линии — 79 км (самая длинная среди озёр Литвы), сильно изрезана заливами. На севере берега высокие и крутые, в других местах — в основном низкие.
Озеро образовалось на месте бывшей реки и имеет очень разветвлённую форму. Шесть рукавов озера имеют собственные названия. В озере имеется семь островов общей площадью 13,2 га. Через озеро протекает река Швянтойи. Площадь водосборного бассейна озера — 1362,6 км²..
К озеру примыкает территория Сартайского регионального парка. В XIX веке зародилась традиция проводить скачки по льду озера Сартай. С 1905 года они проходят ежегодно. Уже в XXI веке для обеспечения безопасности участников скачки перенесены на ипподром Дусетос. На восточном берегу находится музей поэта Антанаса Виенажиндиса.